# Форель (сорт груш)
 'Форель'  (или  'Форел(л)' ; нем. Forellenbirne) — сорт груши обыкновенной. 

## История и распространение
Старинный сорт груш неясного происхождения. Уже к концу XVIII столетия был распространён в Германии так широко, что немецкий садовод Иоганн Людвиг Крист в своём труде «Handbuch über die Obstbaumzucht und Obstlehre» («Руководство по выращиванию фруктовых деревьев») назвал его «немецким национальным сортом».
С другой стороны, впервые сорт груш с таким названием упомянут во Франции в 1670 году.

## Описание
Плоды несколько вытянутой формы, желтовато-зелёного цвета со значительными вкраплениями красного. Красные точки, разбросанные по желто-зелёному фону напоминали немцам цвет чешуи пресноводной форели (отсюда название). Плоды среднего размера, мякоть белая и сочная. Вкус сладкий, с кислинкой.
Плоды в Германии вызревают к концу октября. Груша этого сорта неустойчива к парше сельскохозяйственных растений, что негативно сказалось на её популярности в последние десятилетия, так как садоводы  зачастую отдают  предпочтение более устойчивым сортам. Тем не менее, коммерческое выращивание груш этого сорта в силу их хороших вкусовых качеств всё еще продолжается.